# Filarmónica Recreativa de Aveiras de Cima
A Filarmónica Recreativa de Aveiras de Cima é uma associação cultural em Aveiras de Cima cuja principal missão tem sido manter em actividade uma banda filarmónica, tendo sido fundada a 11 de Agosto de 1873, conforme documento registado na Torre do Tombo em 1896.
Ao longo da sua existência houve sempre a preocupação da formação de novos músicos e da manutenção da Banda com a comparticipação de vários regentes e maestros, nos quais de incluem, dos mais recentes: Manuel Valério, Rolando Ferreira, Amândio Canteiro, Rui Pereira e atualmente por João Ramos.
De referir a enorme quantidade de actuações que ao longo do tempo a banda efetuou por todo o país. Para além da banda, a Filarmónica tem desenvolvido outras actividades para os seus sócios e conterrâneos tais como: teatro, dança desportiva, dança de salão, grupo coral, actividades nas quais foi granjeada com alguns prémios e louvores, cinema, aulas de órgão e acordeão, chanquilho, espectáculos de Natal, tasquinhas, marchas populares, bailes e audições.

## História
Segundo fotografia existente na sede da Filarmónica Recreativa de Aveiras de Cima, a Banda tocou para o rei D. Carlos I na sua passagem pela Azambuja em direcção ao Porto, tendo em 1901 participado na inauguração da Praça de Touros de Azambuja.
Em 1906, derivado de divergências políticas entre monárquicos e republicanos, foi criada pelo republicano Dr. Francisco de Almeida Grandella a Nova Filarmónica, com nova farda, oferecida pelos Armazéns Grandella, farda semelhante à dos campinos com barrete verde com borla encarnada, cinta azul, colete, calção, meia branca e sapato de prateleira.
A Filarmónica ensaiava em diferentes lugares, até que, em 1933, outro benemérito e grande impulsionador da filarmónica, Manuel Camilo Canteiro, emprestou uma casa onde foi construído um palco. Depois, o filho deste, José Camilo Canteiro, doou-a à Filarmónica a qual passou a ser a sua sede.
Em 1936 foram estabelecidos os primeiros estatutos, tendo sido nomeados para dirigir a Assembleia-geral  Manuel Correia Ramalho, Dr. José de Barros Pinto Bastos e Amadeu Aníbal de Almeida e a Direcção sido presidida por José Camilo Canteiro.
A Banda foi dirigida por vários regentes como Santos Carvalho, Valente, Mourato, Aguiar entre outros, sendo justo destacar o trabalho de Alípio Seco pelo nível artístico elevado que a Banda atingiu na sua regência.
A Banda esteve inactiva de 1942 a 1946, altura em que um grupo de antigos músicos integrou uma comissão reorganizadora que deu origem ao reinício das actividades em 16 de Janeiro de 1947 mantendo-se ininterruptamente até ao presente.

## Actividade recente
A 1 de Junho de 1991 é inaugurada a actual sede, construída em tempo recorde de um ano, devido à ajuda da população de Aveiras de Cima, tendo a 9 de Setembro de 2001 sido inauguraada a ampliação da sede e do museu da colectividade, tendo esteve presente o secretário de estado da administração local, José Augusto Carvalho.
Em Abril de 2010 participou no Concurso de Bandas realizado em Vila Franca de Xira tendo participado na 3ª Categoria.
Em 2019 foi a vez da Filarmónica Recreativa de Aveiras de Cima organizar as Festividades em Honra de Nossa Senhora da Purificação em Junho.
A Filarmónica de Aveiras de Cima, devido à pandemia da Covid-19, suspendeu todas as atividades da coletividade.

## Corpos dirigentes
A 5 de Março de 2018 foram eleitos os órgãos sociais para o biénio 2018/2020, sendo as próximas eleições em fevereiro de 2020.
20 Fevereiro de 2020 - Eleição dos Orgãos Sociais da Filarmónica de Aveiras de Cima para o biénio 2020-2021.

## Prémios e homenagens
- Em 1967, Filarmónica Recreativa de Aveiras de Cima foi premiada em Santarém com o 1º lugar da 3ª categoria entre 24 bandas concorrentes, sendo a única a representar o distrito de Lisboa.[1]
- Nesse ano, é condecorada com a medalha de prata do município de Azambuja pelos serviços prestados.[1]
- Em 13 de Julho de 1995 foi-lhe conferido o estatuto de utilidade pública.[1]